# Макаренко Світлана Петрівна
Світлана Петрівна Макаренко (1966, Кам'янець-Подільський, УРСР) - українська майстриня народної вишивки, членкиня Національної спілки народних майстрів. Вивчає та популяризує автентичну українську вишивку, притаманну різним регіонам України. Лауреатка мистецької премії імені Тетяни Пати.

## Біографія
Народилася у м.Кам'янець-Подільський. У дитинстві займалася народними танцями.
Після закінчення у 1986 році училища культури працювала у Кам'янці-Подільському хореографом. Після одруження та народження доньки заглибилась у вивчення різних технік та орнаментів вишивки.
З 1993 року мешкає у м. Дніпро. 
З 1998 року керівниця гуртка «Вишивка» зразкового художнього колективу «Школа рукоділля» комунального позашкільного навчального закладу «Центр позашкільної роботи №1» Дніпровської міської ради.
У 2016 році ініціювала створення вишиваної карти України, на якій представлені характерні для кожного регіону нашої країни орнаменти та стилі вишивки. Над роботою працювали її учениці-школярки.
Разом з традиційною вишивкою Макаренко відроджує напівзабуті техніки, креативно підходить до використання вишивки у сучасному житті. В її творчому доробку, крім рушників, серветок, сорочок, є панно, подушки, картини, ялинкові прикраси, сумки і вишиті книжки. Вона наголошує на важливості збереження традицій та сенсів, закладених нашими предками не тільки в візерунках, але й в кольорах тканин та ниток.
У період з 2011  по 2017 роки персональні виставки творів Світлани Макаренко відбулися в музеї «Літературне Придніпров'я», в Будинку мистецтв Дніпра, в Дніпропетровській обласній  науковій бібліотеці, у Києві , в Кам'янці-Подільському. Також вишивки Макаренко експонувалися в Болгарії.
У 2022 році після початку повномасштабної російсько-української війни Світлана Макаренко тимчасово переїхала до Кам'янця-Подільського. У Хмельницькому та Кам'янці-Подільському пройшли виставки робіт майстрині та її учениць. 
Кураторка  виставки у Хмельницькому обласному художньому музеї, музейниця Марина Заславська
|  | Вишивка, як вид народного мистецтва, особливо виділяється своєю автентичністю. Світлана Петрівна не лише майстерно вишиває, вона прагне відтворювати ті символи, які були притаманні якнайдавнішим збереженим зразкам вишивки. І на виставці представлені найдавніші, техніки – кривулька, качалочка, верхоплут, лиштва, штапівка, солов’їні вічка, двобічна гладь, прорізна гладь тощо. Представлені різні регіони, що підкреслює: українці і вишивка невіддільні. |

Проводить численні майстер-класи для всіх бажаючих навчитися старовинних технік вишивки.

## Виставки
- 2011 рік - «Заквітчали б вишивкою любу Україну», м. Дніпропетровськ[7]
- 2015 рік - виставка у Дніпропетровському будинку мистецтв[8]
- 2016 рік - «Візерунки долі» в музеї «Літературне Придніпров’я», м. Дніпро[9]
- 2023 рік - «Стежки на полотні», м. Хмельницький, ХоХМ[10]